# Thánh đường Hồi giáo Trung tâm Seoul
Thánh đường Hồi giáo Trung tâm Seoul (tiếng Hàn: 서울 중앙 성원) là một thánh đường Hồi giáo được mở cửa vào năm 1976 tại Itaewon, Seoul, Hàn Quốc. Nó tọa lạc ở Hannam-dong, quận Yongsan. Nơi đây tổ chức các bài giảng bằng tiếng Anh, tiếng Ả Rập và tiếng Hàn. Những lời cầu nguyện thứ Sáu (Jumu'ah) thường thu hút từ bốn trăm đến năm trăm tín đồ vào buổi chiều, mặc dù việc tham dự thường xuyên đôi khi tăng lên tới tám trăm người.
Trong khoảng một thập kỷ trước khi xây dựng nhà thờ Hồi giáo, Liên đoàn Hồi giáo Hàn Quốc (ban đầu là Hiệp hội Hồi giáo Hàn Quốc) đã tổ chức các dịch vụ trong một phòng cầu nguyện tạm thời nằm ở khu vực trung tâm thành phố Seoul. Có ít hơn ba ngàn người Hồi giáo đang sống ở Hàn Quốc vào thời điểm đó.
Tổng thống Park Chung-hee đã đề nghị xây dựng một nhà thờ Hồi giáo chính trên đất của Liên đoàn Hồi giáo Hàn Quốc như một cử chỉ thiện chí với các đồng minh tiềm năng ở Trung Đông đối với Hàn Quốc còn non trẻ. Chính phủ Ả Rập Xê Út và một số quốc gia Trung Đông khác đã đáp lại bằng cách cung cấp vốn để hỗ trợ xây dựng nhà thờ Hồi giáo này.
Trong vòng một năm kể từ khi mở cửa Thánh đường Hồi giáo Trung tâm Seoul, số người Hồi giáo ở Hàn Quốc đã tăng từ dưới ba ngàn lên hơn mười lăm ngàn. Con số đó đã tăng mạnh trở lại khoảng một trăm năm mươi ngàn với lượng lớn lao động nước ngoài từ các quốc gia Hồi giáo như Pakistan, Bangladesh, Indonesia trong những năm 1990. Ngày nay ước tính có ít nhất một trăm ngàn người Hồi giáo ở Hàn Quốc (nhưng một số ước tính khác cho thấy con số lên tới hai trăm ngàn người). 
Kể từ khi mở cửa Thánh đường Hồi giáo Trung tâm Seoul, thêm bảy nhà thờ Hồi giáo khác đã được xây dựng trên khắp Hàn Quốc. Tuy nhiên, Thánh đường Hồi giáo Trung tâm Seoul vẫn là nhà thờ Hồi giáo duy nhất trong khu vực Thủ đô Seoul và do đó, nó đóng vai trò là trung tâm chức năng của cộng đồng văn hóa Hồi giáo ở Seoul. Một khu vực thương mại sầm uất đã phát triển xung quanh thánh đường, chủ yếu tập trung vào việc bán ẩm thực Trung Đông và các món ăn halal khác.
Nhà thờ Hồi giáo cũng được chú ý với thiết kế Hồi giáo đặc trưng. Những ngọn tháp lớn trên tòa nhà và thư pháp Ả Rập được khắc gần lối vào của nó đặc biệt đáng chú ý là nằm ngoài vị trí trong số các kiến trúc Hàn Quốc tiêu chuẩn tạo nên phần còn lại của Itaewon.
Trong khi cuộc khủng hoảng con tin Hàn Quốc năm 2007 tại Afghanistan đang diễn ra, Thánh đường Hồi giáo Trung tâm Seoul trở thành địa điểm của một số cuộc biểu tình chống Hồi giáo của các nhóm Kitô giáo và nhận nhiều mối đe dọa đánh bom khác nhau, đến mức sự gia tăng đáng kể của cảnh sát được coi là cần thiết để ngăn chặn một cuộc tấn công vào những tín đồ hoặc người khác bên trong tòa nhà.